# Most Kłosowski
Most Kłosowski – most wiszący nad  jeziorem  Raduń w  Wałczu, w woj. zachodniopomorskim, w pow. wałeckim.
Most spina brzegi jeziora Raduń, które jest wąskim  zbiornikiem rynnowym, w jego najwęższym miejscu. Most przeznaczony jest dla ruchu pieszego.
Most wiszący o konstrukcji stalowej, długości 85 m wybudowany został w 1978 roku w miejscu wcześniejszego mostka drewnianego. Mostem tym można dojść do umocnień  Wału Pomorskiego.